# F (manga)
F (エフ, Efu) é uma série de manga escrita e ilustrada por Noboru Rokuda, que foi publicada na revista Big Comic Spirits da editora Shogakukan em trinta e um volumes, entre 15 de junho de 1985 e 1992. Recebeu o Prémio de Manga Shogakukan na categoria de manga seinen/geral em 1991.
Foi adaptada em animé pelo estúdio Kitty Films e pelo canal Fuji Television, que transmitiu a série entre 9 de março e 23 de dezembro de 1988. Atsuko Nakajima que também participou da produção de Ranma ½, foi o diretor de animação de alguns episódios da série. O animé foi transmitido em Portugal pelo canal Animax sob o título de F: A Todo o Gás em 2008.
A sequela intitulada F Regeneration Ruri (F Regeneration 瑠璃), foi publicada pela Shueisha em doze volumes bunkobon, entre 2002 e junho de 2006.

## Animé
A série de animé teve quatro temas musicais. O primeiro tema de abertura intitulado "F" foi interpretado por The Burst e utilizado nos episódios um até ao vinte e um; o segundo tema de abertura "Love Affair" foi interpretado por Kojiro Shimizu e utilizado nos episódios vinte e dois até ao trinta e um. O primeiro tema de encerramento "Jama wa Sasenai" (邪魔はさせない) foi interpretado por Hiroshi e utilizado nos episódios um até ao vinte e um; o segundo tema de encerramento "You Are My Energy" foi interpretado por Shinji Harada e utilizado nos episódios vinte e dois até ao trinta e um.